# Skoky na lyžích na Zimních olympijských hrách 1994
Skoky na lyžích na Zimních olympijských hrách 1994 v Lillehammeru zahrnovaly tři soutěže ve skocích na lyžích. Místem konání byl stadion Lysgårdsbakken.

## Přehled medailí
| Pořadí | Země           | Zlato | Stříbro | Bronz | Celkově |
| ------ | -------------- | ----- | ------- | ----- | ------- |
| 1.     | Německo (GER)  | 2     | 0       | 1     | 3       |
| 2.     | Norsko (NOR)   | 1     | 2       | 0     | 3       |
| 3.     | Japonsko (JPN) | 0     | 1       | 0     | 1       |
| 4.     | Rakousko (AUT) | 0     | 0       | 2     | 2       |
| Celkem | Celkem         | 3     | 3       | 3     | 9       |

## Medailisté

### Muži
| Disciplína            | Zlato                                                                       | Výkon | Stříbro                                                                       | Výkon | Bronz                                                                              | Výkon |
| --------------------- | --------------------------------------------------------------------------- | ----- | ----------------------------------------------------------------------------- | ----- | ---------------------------------------------------------------------------------- | ----- |
| střední můstek        | Espen Bredesen · Norsko (NOR)                                               | 282,0 | Lasse Ottesen · Norsko (NOR)                                                  | 268,0 | Dieter Thoma · Německo (GER)                                                       | 260,5 |
| velký můstek          | Jens Weissflog · Německo (GER)                                              | 274,5 | Espen Bredesen · Norsko (NOR)                                                 | 266,5 | Andreas Goldberger · Rakousko (AUT)                                                | 255,0 |
| velký můstek družstva | Německo · Hansjörg Jakle · Christof Duffner · Dieter Thoma · Jens Weissflog | 970,1 | Japonsko · Jinya Nishikata · Takanobu Okabe · Noriaki Kasai · Masahiko Harada | 956,9 | Rakousko · Heinz Kuttin · Christian Moser · Stefan Horngacher · Andreas Goldberger | 918,9 |